# 넬리 킴
넬리 블라디미로브나 킴(러시아어: Нелли Владимировна Ким, 한국어: 김경숙(金瓊淑), 1957년 7월 29일)은 소비에트 연방의 체조 선수이다. 1976년 몬트리올 올림픽에서 금메달 3개, 1980년 모스크바 올림픽에서 금메달 2개를 획득하며 최고의 체조 선수로 알려졌다. 현재 벨라루스 국적을 갖고 있으며, 미국에서 활동하고 있다.

## 어린 시절
타지크 소비에트 사회주의 공화국 슈라브에서 사할린 한인 출신 아버지와 볼가 타타르인 어머니 사이에 태어났다. 후에 아버지가 석판 공장에서 일하게 된 카자흐 소비에트 사회주의 공화국으로 이주하여, 9세 때 스파르타크 스포츠 사회의 침켄트 어린이·청소년 스포츠 학교에 들어갔다. 남동생 알렉산드르와 누이 이리나도 체조 학교에 들어가 가끔 훈련을 받았다.
킴의 훈련자는 블라디미르 바이딘과 그의 부인 갈리나 바르코바였다. 시초에 그녀는 다른 동료 체조 선수들과 비교하여 충분한 유연성이 없었으나, 곧 우수한 기술과 자신의 연습의 어려움과 함께 보상할 수 있었다. 그래서 그녀는 빠르게 최고의 카자흐스탄 체조 선수가 되었다.
킴의 초기 성공은 1969년 침켄트에서 열린 공화주의 스파르타크 경연 대회에서 우승이었다. 자신의 첫 국내 경연이었던 1971년 소비에트 주니어 선수권 대회에서 개인 종합 운동 5위를 하였다. 전국 청소년 스포츠 경기에서 개인 종합 타이틀과 2개의 금메달을 우승한 킴은 소비에트 연방컵에서 개인 종합 8위와 2단 평행봉 1위를 하고, 일본에서 열린 추니치컵을 우승하였다. 1974년 8월 소비에트 연방컵에서 2위를 한 후, 10월에 열린 세계 선수권 대회에서 단체 운동을 우승하였다. 이후에 1980년까지 그녀는 많은 톱 레벨의 국제 이벤트에서 성공적으로 경연을 가졌다.

## 올림픽과 세계 선수권 대회
넬리 킴은 다가오는 몬트리올 올림픽을 위한 메달 획득의 주요 전망들 중의 하나와 1975년 캐나다 프레올림픽 시험 시합 후에 소비에트 연방 팀의 사실상 지도 선수가 되었다. 시헙 시합에서는 개인 종합 운동에서 나디아 코마네치에게 밀려 2위를 하였으나 도마, 평균대, 마루 운동에서 금메달을 획득하였다. 이듬해 열린 소비에트 연방컵에서 대중 매체에 의하여 지도력있는 체조 선수들로 숙고된 올가 코르부트, 류드밀라 투리셰바와 같은 동포 선수들을 꺾고 우승하였다.
몬트리올 올림픽에서 킴과 코마네치 사이의 라이벌 관계는 여자 체조 경기의 초점이 되었다. 뮌헨 올림픽 챔피언 코르부트와 투리셰바는 떠오른 2명의 스타 선수들의 금메달 획득을 위한 전투에 희생되었다. 킴은 단체 운동과 뜀틀, 마루 운동에서 3개의 금메달을 획득한다. 그녀는 뛰어난 미모, 화려함, 품위있고 열정적인 스타일로 칭찬을 받았다.
몬트리올 올림픽이 끝나고 나서 넬리 킴은 벨라루스 소비에트 사회주의 공화국으로 이주하여 소비에트 연방에 자신의 새로운 본국을 대표하였다. 2년 후, 세계 선수권 대회에서 도마, 마루 운동과 단체전에서 금메달을 따고 개인 종합에서 엘레나 무히나에게 밀려 2위를 하였다. 1979년 세계 선수권 대회에서는 개인 종합 운동에서 막시 그나우츠크, 멜리타 룬과 동료 마리아 필라토바를 꺾고 우승하여 위대한 성공을 거두었다.
1980년 소비에트 연방컵에서 개인 종합 운동을 우승하고, 모스크바 올림픽에서는 마루 운동에서 9.95를 득점하면서 코마네치와 공동으로 우승하였고, 단체 운동에서 또 하나의 금메달을 획득하였다.

## 이후의 생애
넬리 킴의 경쟁적 경력이 끝난 후, 그녀는 코치와 심사로 일하였다. 그녀는 대한민국, 이탈리아, 벨라루스 국가 대표 팀들의 코치를 맡았다. 1984년 명예 진급 심사가 되어 유럽 선수권, 세계 선수권과 올림픽을 포함한 많은 국제 경연 대회에서 심사를 보았다. 1990년 월드컵 후에 한번은 국제 체조 연맹에 의하여 심사 자격증을 정지당하였다가, 1992년 바르셀로나 올림픽에서 다시 심사를 맡았다. 1983년 이래 킴은 벨라루스 공화국 예술 채오 심사 위원회의 회장을 지내왔다.
1990년 KBS 1TV 《현장기록 요즘 사람들》에서 80% 한국인 체조코치 넬리 킴 방송하였다.
1990년대에 킴은 미국으로 이주하였고, 2002년 미네소타주에 거주하고 있었다.
1996년 국제 체조 연맹의 여성 예술 체조 기술 협회에 선출되었다.
2004년 10월 24일 안탈리아에서 열린 국제 체조 연맹 회의에서 킴은 여성 예술 체조 기술 협회의 회장으로 뽑혔다.
1999년에는 국제 체조 명예의 전당에 헌액되었다.

## 같이 보기
- 올림픽 다관왕 목록